# Mbandaka
Mbandaka, fram till 1966 Coquilhatville, är en stad i Kongo-Kinshasa i Centralafrika med omkring 1,2 miljoner invånare (2015). Staden ligger där floden Ruki mynnar ut i Kongofloden, och är en viktig flodhamn och ett handelscentrum. Den har också en flygplats. Den grundades av Henry Morton Stanley 1883, och är provinshuvudstad i provinsen Équateur.